# Tillit

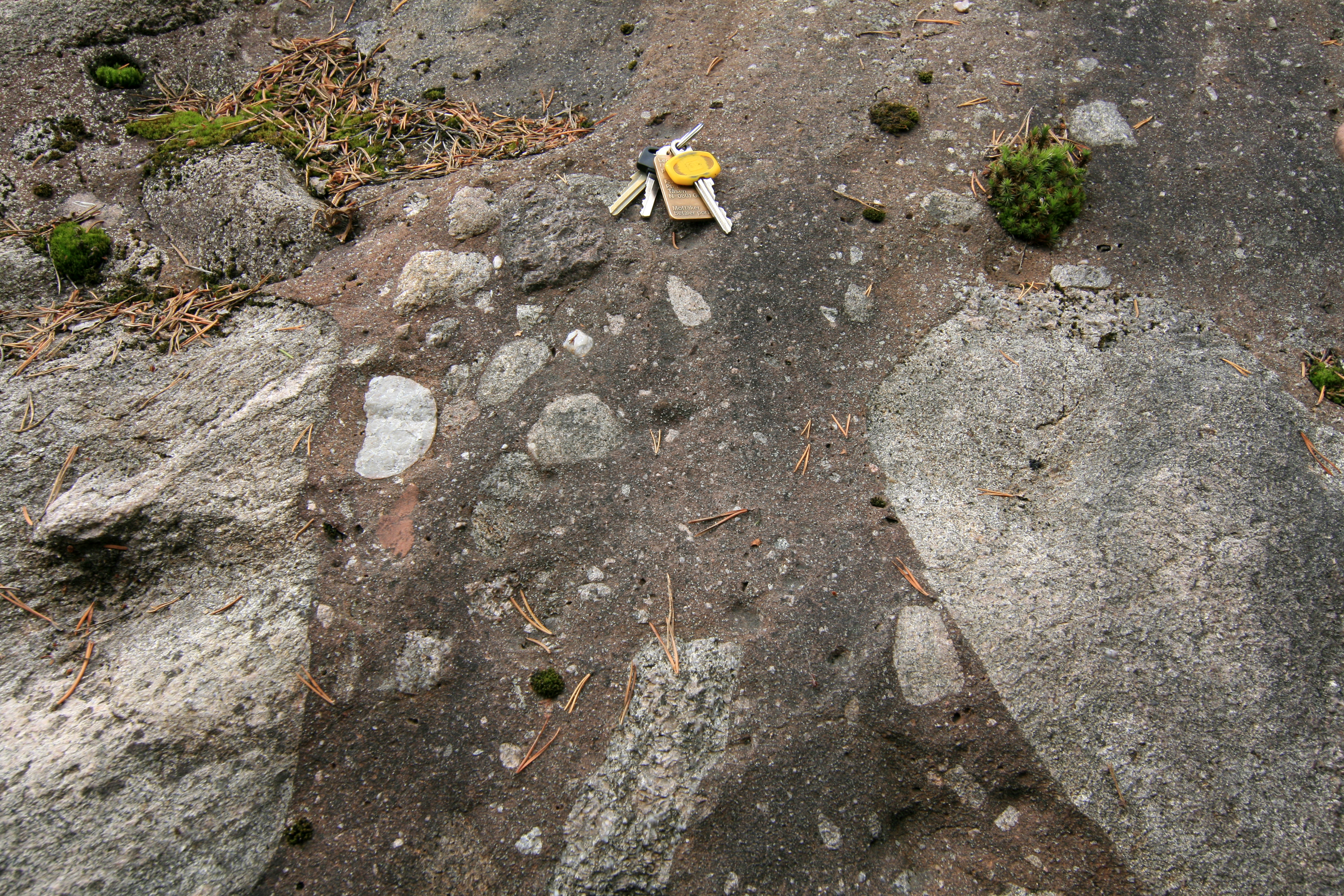
Jellegzetes norvégiai tillit, amelyben jól láthatók a nagy méretű görgetegek, a kisebb kavicsok és az azokat magába foglaló finomszemű üledék. Ezt a felszínt később lecsiszolta a jég, ezért látható a szerkezet.

A tillit szó egyszerre jelöl egy kőzetfélét és a rá jellemző kőzetszövetet — kőzetként a till diagenizált anyaga. A megnevezést Albrecht Penck vezette be a geológiába.

## Kialakulása, összetétele
A till olyan laza üledék, amely elsődlegesen a mozgó jég (gleccser, illetve jégpajzs) által szállított, az alapkőzetről leszakított és lecsiszolt törmelékből áll; ebből a morénából alakul kőzetté a tillit. A till teljesen osztályozatlan; a szemcsék mérete a legkisebbtől (iszap) a legnagyobbig (görgeteg) terjed; egyes görgetegek a háztömbnyi méretet is elérik. Agyagásványok eredetileg csak akkor vannak benne, ha a jégár agyagos kőzeteket is letarolt, de a jég alól kikerülő till a felszíni mállás hatására agyagosodik. A folyamat kémiai része a hideg éghajlaton nagyon lassú, de a talajosodás felerősíti. Ásványos összetétele változatos, mivel benne a legkülönfélébb kőzetek darabjai keverednek.

## Földtani jelentősége
Tillitek nem csak a kainozoikumi eljegesedés közben, illetve után képződtek, hanem a régebbi eljegesedések idején is. 
A tillitek jól azonosítható vezérszintekként megbízhatóan jelzik a régi korok eljegesedéseit, ekképp a rétegsorok párhuzamosításának és a paleoklíma (ősi eljegesedések) rekonstruálásának egyaránt fontos eszközei. Az Atlanti-óceán átellenes partjain (Észak-Amerikában és Európában, illetve Dél-Amerikában és Afrikában) települő tillitek elterjedési területeinek összeilleszthetősége a kontinensvándorlás elméletének fontos bizonyítéka volt. Lerakódásaikat az őket létrehozó egykori jégpajzsokról nevezték el.
A legismertebb tillites szintek:
- a középső algonkiumban lerakódott gowganda tillit a kanadai Cobalt-formációban;
- a dél-afrikai dwyka tillit a permokarbon eljegesedés terméke.

Közép- és Nyugat-Európában csak néhány idősebb tillit-összlet ismert (a Fekete-erdőben, Bretagne-ban stb.) A  pleisztocén időszakban a Skandináv jégpajzs legnagyobb kiterjedését, kb. 6 millió négyzetkilométert 29 000 éve, a Würm hidegcsúcs (angolul: Last Glacial Maximum, illetve LGM) idején érte el. Ekkor déli határa Közép-Angliától a Kárpátok vonaláig húzódott; a Kárpát-medencében egybefüggő jégtakaró sosem alakult ki. Az egykori jégpajzs területén azon részét, amelyet nem öntött el a tenger (Északi-tenger, illetve Balti-tenger), most till borítja, de ez még nem alakult tillitté.